# Železná Breznica
Železná Breznica es un municipio del distrito de Zvolen en la región de Banská Bystrica, Eslovaquia, con una población estimada a final del año 2024 de 543 habitantes.
Se encuentra ubicado en el centro-oeste de la región, en los montes Centrales Eslovacos y la cuenca hidrográfica del río Hron —un afluente izquierdo del Danubio— y cerca de la frontera con la región de Nitra.

## Demografía
| Año        | 1994 | 2004    | 2014    | 2024 |
| ---------- | ---- | ------- | ------- | ---- |
| Población  | 523  | 501     | 543     | 543  |
| Diferencia |      | −4,20 % | +8,38 % | +0 % |

| Año        | 2023 | 2024    |
| ---------- | ---- | ------- |
| Población  | 533  | 543     |
| Diferencia |      | +1,87 % |